# Pseudocetonurus septifer
Pseudocetonurus septifer es una especie de pez de la familia Macrouridae en el orden de los Gadiformes.

## Morfología
• Los machos pueden llegar alcanzar los 39 cm de longitud total.

## Hábitat
Es un pez de aguas profundas que vive entre 340-950 m de profundidad.

## Distribución geográfica
Se encuentra en Taiwán, al este del Pacífico e Islas Hawái.